# Wandelroute GR131
Wandelroute GR131 Brugse Ommeland - Ieperboog is een GR-pad in België. Het pad is in totaal 145 kilometer lang. De route loopt langs van Damme tot Ieper.